# Girls & Peace
Girls' Generation II ~Girls & Peace~ (noto come Girls & Peace) è il secondo album in studio della discografia giapponese (il quinto in totale) del girl group sudcoreano Girls' Generation, pubblicato nel 2012.

## Tracce
1. Flower Power – 3:18
2. Animal – 3:08
3. I'm a Diamond – 2:56
4. Reflection – 3:50
5. Stay Girls – 3:20
6. T.O.P – 3:37
7. Boomerang – 2:50
8. Oh! (Japanese Version) – 3:09
9. All My Love is for You – 3:43
10. Paparazzi – 3:47
11. Girls & Peace – 3:27
12. Not Alone – 3:31